# Gianluigi Calderone
Pour les articles homonymes, voir Calderone.
Gianluigi Calderone est un réalisateur et scénariste italien, né le 9 mars 1944 à Gênes (Ligurie).

## Biographie
D'origine sicilienne, Gianluigi Calderone naît le 9 mars 1944 à Gênes.
Il s'installe à Rome pour travailler dans le monde du cinéma et, à la fin des années 1960, il est assistant réalisateur de Bernardo Bertolucci, d'abord pour Partner (1968), puis pour le film à sketches La Contestation (1969). En 1966, il fait ses débuts de réalisateur dans le court métrage All'apparir del vero et, en 1969, il réalise deux productions pour la télévision : AAA bella presenza cercasi et Il discorso di Ciaula.
En 1974, il réalise et scénarise deux films destinés au cinéma : Les Passionnées et La Première Fois sur l'herbe, tous deux couronnés de succès. C'est surtout ce dernier qui lui vaut une nomination à la Berlinale 1975. Par la suite, il a surtout travaillé pour la télévision.

## Filmographie

### Réalisateur de cinéma
- 1966 : All'apparir del vero (court métrage)
- 1974 : Les Passionnées (Appassionata)
- 1975 : La Première Fois sur l'herbe (La prima volta, sull'erba)

### Réalisateur de télévision
- 1980 : Giacinta (mini-série)[4]

- 1984 : Neige à Capri
- 1990 : Il giudice istruttore
- 1993 : Il giovane Mussolini (it)
- 1995 : I ragazzi del muretto
- 1997 : Il mostro non fa più paura
- 1998 : Cronaca nera (it)
- 2000 : Le Syndrome de Stockholm (La vita cambia)
- 2001 : Sarò il tuo giudice
- 2006 : I colori della gioventù (it)
- 2007 : Exodus - Il sogno di Ada (it)
- 2008 : Don Zeno - L'uomo di Nomadelfia (it)